# La Grande Quête
La Grande Quête (titre original : The Great Hunt) est le deuxième volume de la saga La Roue du temps de l'écrivain américain Robert Jordan.
La version originale a été publiée le 15 Novembre 1990 par Tor Books aux États-Unis puis en avril 1991 par Orbit au Royaume-Uni. La version numérique est publiée en 2009. L'ouvrage a été réédité en deux volumes à destination du jeune public. Les deux tomes, The Hunt Begins et New Threads in the Pattern, sont parus en 2004 aux États-Unis chez Starscape Books.
Le livre a connu deux éditions françaises, en 1996 par les éditions Rivages et en 2012 par les éditions Bragelonne.
Le livre est édité une première fois par les éditions Rivages dans la collection Fantasy avec la traduction d'Arlette Rosenblum. L'ouvrage est publié en deux tomes en 1996 et 1997 :
- Le Cor de Valère, qui contient le prologue et les 24 premiers chapitres ;
- La Bannière du dragon, qui comporte les chapitres 25 à 50.

Ils sont réédités en poche en 1998 et 1999 par les éditions Pocket dans la collection Science-fiction. Cette réédition est accompagnée d'un sous-titre, La Grande Chasse, qui n'apparait plus dans la réédition de 2006.
Ils sont réédités en grand format en 2006 par France loisirs dans la collection Fantasy.
La publication chaotique de La Roue du temps a décidé les éditions Bragelonne à reprendre la saga à partir du début, avec une nouvelle traduction et sans redécoupage. La Grande Quête est édité en 2012 avec une traduction par Jean-Claude Mallé et une illustration de Lee Gibbons. Il est également publié en version numérique.
En 2019, les éditions Bragelonne rééditent le livre en deux tomes au format de poche, La Grande Quête - Première partie et La Grande Quête - Deuxième partie toujours traduit par Jean-Claude Mallé. Ces deux tomes sont illustrés par Didier Graffet.

## Résumé
Le Cor de Valère comporte un prologue et 24 chapitres.
La Bannière du dragon comporte 26 chapitres (de 25 à 50).

### Prologue:Dans l'ombre
Un homme, appelé Bors, se trouve dans le Shayol Ghul (le repaire du Ténébreux, maître des forces de l'Ombre) avec une centaine d'autres Amis du Ténébreux. Le Ténébreux leur apparaît en personne à la surprise générale et leur montre à tous des images de Rand, Mat et Perrin avant de leur donner à chacun des instructions spécifiques et tenues secrètes. Il dit à Bors de retourner dans le Tarabon et de continuer son bon travail. Il faut également que lui et ses hommes gardent un œil ouvert pour surveiller les 3 garçons.

### Le Cor de Valère
Après les événements de L'Œil du monde, tous les personnages principaux sont réunis à Fal Dara au Shienar, où la Chaire d'Amyrlin est sur le point d'arriver. Peu après son arrivée, la forteresse de Fal Dara est attaquée. Le prisonnier Padan Fain, le poignard maudit de Mat et le Cor de Valère furent tous volés. Rand al'Thor, quant à lui, est appelé pour une audience avec la Chaire d'Amyrlin où on lui affirme qu'il est le Dragon Réincarné.
La tâche de retrouver le Cor échut à Ingtar, qui mène alors un groupe composé de guerriers du Shienar, de Rand, de Mat, de Perrin et de Hurin à la poursuite des voleurs. Hurin les guide, car il sait "sentir" les méfaits, meurtres, crimes et les personnes malfaisantes. Il peut donc suivre facilement la trace des voleurs, dont le groupe est composé d'Amis du Ténébreux, de Trollocs, d'un Myrddraal et de quelque chose encore pire d'après Hurin : Padan Fain.
Une nuit, Rand, Loial (un Ogier) et Hurin sont séparés du groupe et transportés dans un autre monde par une Pierre Porte. Rand rencontre Ba'alzamon et reçoit une première marque du héron dessinée comme avec un fer brûlant sur sa paume. Dans ce monde, ils rencontrent également Séléné, une femme mystérieuse. Ayant réussi à déterminer que la Pierre Porte les avait transportés dans un monde où le temps s'écoule différemment, Rand utilise une autre Pierre Porte avec le saidin pour retourner le petit groupe dans leur monde d'origine. Le temps s'étant écoulé différemment dans le monde parallèle, ils se retrouvent devant les voleurs et réussissent à reprendre le Cor de Valère et le poignard de Mat pris à Shadar Logoth.
Pendant ce temps, le groupe d'Ingtar est confus face à la disparition de Rand, Mat et de leur guide. Ils réussissent quand même à continuer la poursuite, Perrin demandant secrètement aux loups de le guider à travers leur lien, tout en affirmant au groupe posséder le même don qu'Hurin.
Egwene al'Vere et Nynaeve al'Meara ayant quitté Fal Dara en même temps que le groupe d'Ingtar, elles se rendent à Tar Valon avec la chaire d'Amyrlin et Moiraine Damodred et les autres Aes Sedai. En cours de chemin, différentes Aes Sedai commencent leur éducation pour devenir Aes Sedai. Une fois arrivé à la Tour Blanche de Tar Valon, Nynaeve passe les épreuves pour devenir Acceptée et les réussit même si elle en garde une haine d'autant plus forte pour les Aes Sedai. Egwene, quant à elle, est toujours Novice, n'ayant pas appris à canaliser en tant que Sage-Dame (même sans le savoir) comme Nynaeve, elle doit donc s'occuper des tâches les plus ingrates. C'est là qu'elle rencontre Elayne la Fille-Héritière d'Andor.
Pendant ce temps-là, Rand et son petit groupe continuent la route vers Cairhien où ils comptent attendre Ingtar pour ramener le Cor en sécurité. Ils sont toujours accompagnés de Séléné, qui les quitte cependant la nuit précédant leur entrée à Cairhien.

### La Bannière du dragon
Rand, Hurin et Loial atteignent Cairhien. Ils y attendent Ingtar, pour ramener le Cor en sécurité. À Cairhien, Rand rencontre Thom Merrilin. Rand pensait qu'il avait été tué dans L'Œil du monde. À l'époque, après avoir affronté le Myrddraal Thom était parti et s'était trouvé une apprentie/petite amie, Dena.
Dans Cairhien, Rand et Loial sont attaqués par des Trollocs, mais ils réussissent à s'enfuir en détruisant une partie de la demeure des Illuminateurs. Cependant, le Cor et le poignard ont été repris par Padan Fain.
Pendant ce temps, les loups continuent à guider Perrin et l'amènent à Cairhien. Les deux groupes se retrouvent et se réunissent. Ils apprennent alors que le Cor a été emmené à la Pointe de Toman (bordure ouest du monde connu, rivage de l'Océan d'Aryth) par les Voies. Ils essayent de voyager jusqu'à cette pointe par les Voies également, mais ils ne peuvent y rentrer car le Vent Noir les guette. Ils décident alors d'y aller par une Pierre Porte. Cependant, ils ont un problème, et perdent beaucoup de temps dans le voyage.
Pendant que le groupe voyage, d'autres événements se déroulent à la Tour Blanche. Liandrin, une Aes Sedai de l'Ajah Rouge, affirme à Egwene et Nynaeve qu'elles doivent aller à la Pointe de Toman car les 3 jeunes hommes du Champ d'Emond y sont en danger. Elayne et Min, toutes deux présentent à la Tour, décident de les accompagner. Ensembles, elles vont voyager par les Voies jusqu'à la ville de Falme. Là, Liandrin les offre aux Seanchans, pour être utilisées comme objet, forcées à canaliser quand on leur ordonne. Egwene se fait passer l'anneau des damanes au cou, elle est maintenant contrôlée par une sul'dam et doit lui obéir sous peine de subir des punitions physiques et psychiques. Elle est destinée à canaliser pour les Seanchans au combat. Cependant, Nynaeve et Elayne réussissent à s'enfuir avant de se faire mettre l'a'dam au cou. Elmindreda Farshaw (Min)| est elle aussi capturée mais ne sachant pas canaliser, elle est laissée tranquille.
Pendant ce temps, le groupe de Rand réussit à rentrer dans Falme. Ils récupèrent le Cor de Valère offert par Padan Fain au Seigneur des Seanchans de ce côté-ci de l'Océan Turak. Rand et Turak se battent en duel à l'épée, et Rand en sort victorieux, tuant Turak. Au même moment, Egwene est libérée par Elayne et Nynaeve. Mais le groupe de Rand est bloqué juste au-dehors des portes de Falme. D'un côté se trouvent les Seanchans et leurs redoutables damanes et de l'autre une armée de Blancs Manteaux commandée par Geofram Bornhald. Mat, ne voyant d'autre solution, souffle dans le Cor. Les Seanchans annihilent les Blancs Manteaux avec leurs damanes avant de se faire repousser à la mer par les héros appelés par le Cor. Pendant que les héros repoussent les Seanchans, Rand doit se battre contre Ba'alzamon, et leur duel est vu par tout le monde dans le ciel au-dessus de Falme. Rand réussit à vaincre Ba'alzamon en mettant l'épée au fourreau, et il s'en sort grièvement blessé.
À la fin du livre, trois des sept sceaux de la prison du Ténébreux sont maintenant cassés et Rand accepte enfin son statut de Dragon Réincarné.

## Personnages

### Personnages principaux
- Rand al'Thor, Dragon Réincarné, berger de Deux-Rivière
- Perrin Aybara, ami de Rand, frère-de-loup, apprenti forgeron de Deux-Rivière
- Mat Cautrhon, ami de Rand, infecté par une dague de Shadar Logoth
- Egwene al'Vere, promise de Rand, apprenti Aes Sedai
- Nynaeve al'Mere, Sage-Dame de Deux-Rivière, apprenti Aes Sedai
- Loial, Ogier du sanctuaire Shangtai

### Far Dara
- Agelmar Jagad, seigneur de Fal Dara, neveu du roi Eisar du Shienar
- Ingtar Shinowa, Commandant de l'armée du Shienar
- Hurin, soldat du Shienar, renifleur
- Uno, officier du Shienar
- Masema, soldat du Shienar

### Tar Valon
- Moiraine Damodred, Aes Sedai, Ajah Bleu
- Lan Mandragoran, Champion de Moiraine
- Verin Mathwin, Ajah Marron
- Siuan Sanche, Chaire d'Amyrlin, Ajah Bleu
- Leane Sharif, Ajah Bleu, gardienne des Chroniques
- Liandrin Guirale, Ajah Rouge
- Sheriam Bayanar, Ajah bleu, maitresse des Novices
- Alanna Mosvani, Ajah vert
- Anaiya Carel, Ajah bleu
- Elaida rouge, conseillère de la reine d'Andor Morgase
- Elayne Trakand, novice Aes Sedai, Fille-Héritière du trone d'Andor
- Gawyn Trakand, frère d'Elayne
- Galad Damodred, demi-frère d'Elayne
- Min Farshaw, voyante
- Logain Ablair, faux dragon, calmé

### Cairhien
- Galldrian Riatin, Roi de Cairhien
- Aldrin Caldevwin, seigneur-capitaine de l'armée du roi de Cairhien
- Barthanes Damodred, noble
- Madwen, maîtresse de l'auberge des Neuf Anneaux
- Cuale, aubergiste du Défenseur du Mur du Dragon

### Falme
- Geofram Bornhald, Seigneur-Capitaine des Fils de la Lumière
- Dain Bornhald, officier des Fils de la lumière, fils de Geofram
- Jaret Byar, officier des Fils de la lumière
- Pedron Niall, Seigneur-Général des Fils de la Lumière, commandant des Confesseurs
- Turak Aladon, seigneur seanchanien, maitre escrimeur
- Huan, so'jhin (haut-servant) de Turak
- Renna Emain, sul'dam
- Seta Zarbey, sul'dam
- Pura, damane, ancienne Aes Sedai nommé Ryma Galfrey

### Ténèbres
- Ba'alzamon, Shai'tan, le Ténébreux
- Lanfear, Fille de la nuit, rejetée
- Ishamael, rejeté
- Padan Fain, Suppot des Ténêbres, colporteur de la région de Deux-Rivières
- Aginor, rejeté, tué à l'Oeil du monde (vol.1)
- Balthamel, rejeté, tué à l'Oeil du monde (vol.1)

### Autres
- Domon Bayle, capitaine du Poudrin
- Jaichim Carridin, Inquisiteur des Fils de la Lumière
- Morgase, reine d'Andor
- Gareth Bryne, Capitaine général de la garde de la reine d'Andor
- Easar Togita, roi du Shienar
- Elyas Machera, frère-de-loup
- Thom Merrilin, trouvère
- Dena, partenaire de Thom

- Erith, ogier du Sanctuaire Tsofu
- Alar, doyenne ogier du Sanctuaire Tsofu
- Arthur Aile-de-Faucon, Paendrag Tanreall, ancien Roi légendaire
- Birgitte, héroine légendaire blonde, maniant un arc d'argent
- Lews Therin Telamon, Dragon, Fléau de sa Lignée